# Roberto Vilar
Roberto Vilar Fernández (Xove, Lugo, 5 de julio de 1971) es un humorista, actor y presentador español.

## Biografía
Empezó como cámara y ayudante de realización de programas de televisión en la cadena autonómica gallega TVG, pero no tardó en pasarse al otro lado de la cámara.
Sus primeros trabajos en televisión fueron en el programa Con perdón (TVG) y la serie Pequeno hotel en la que desempeñaba el papel de un peculiar recepcionista. Anteriormente también había realizado cortos, incluso alguno con Boris Izaguirre de director.
Su fama le llega al interpretar, en la pareja humorística Os Tonechos, el papel de Tonecho junto al también cómico Víctor Fábregas como Tucho. Desde el año 2002 hasta 2005 realizaron numerosas actuaciones en el programa de televisión de Galicia Luar, pasando por numerosas fiestas populares gallegas. El 18 de abril de 2005 empezaron con un programa propio, O show dos Tonechos hasta el 3 de julio de 2008. Tras 6 años de fama y éxito, deciden separarse.
En 2009, comienza un nuevo programa de humor llamado Land Rober junto a Xosé Antonio Touriñán y otros colaboradores como el actor y humorista David Perdomo. En este programa tratan el humor desde la conocida retranca gallega, a la par de realizar entrevistas a personajes famosos y actuaciones musicales en directo. En el mes de noviembre del año 2011 la Televisión de Galicia decidió cancelar el programa por motivos que se desconocen, aunque se cree que se debe a las grandes diferencias entre él mismo y la televisión gallega, debido al fichaje del presentador por Mediaset España para dirigir el programa de Cuatro Salta a la vista. Esta nueva andadura le duró poco tiempo, ya que el programa de Mediaset fue cancelado el 12 de enero de 2012.
El 21 de enero de 2015 Roberto Vilar vuelve a presentar su exitoso programa de antaño Land Rober, renombrado como Land Rober - Tunai Show en la Televisión de Galicia.
En febrero de 2018  se anuncia su fichaje por ATRESMEDIA T.V para presentar La noche de Rober en Antena 3, en la que estará como presentadora también Silvia Abril y que colaborarán Jose Corbacho y Anna Simon.

## Televisión

### Como actor
- Con Perdón en Televisión de Galicia.
- 2001: Pequeno Hotel como Miguel en Televisión de Galicia.
- 2002: Os Tonechos como Tonecho en Luar en Televisión de Galicia.
- 2005 -2008: O show dos Tonechos como Tonecho en Televisión de Galicia.
- 2009-2011: Land Rober en Televisión de Galicia.
- 2015-presente: Land Rober - Tunai Show en Televisión de Galicia.

### Como presentador
- 2009 - 2011: Land Rober en Televisión de Galicia.
- 2011: Salta a la vista en Cuatro.
- 2013: Entre familias anda o xogo en Television de Galicia
- 2014: Os Aspirantes en Television de Galicia
- 2015-presente: Land Rober - Tunai Show en Televisión de Galicia.
- 2018: La noche de Rober en Antena 3.
- 2020: Quen anda aí en Televisión de Galicia

## Premios
2010
- Premio Mestre Mateo al Mejor comunicador de TV por "Land Rober".

2011
- Chimpín de Plata en el Festival de Cans.

2016
- Premio Iris. Mejor Programa Autonómico por Land Rober Tunai Show